# Янош Аран
Янош Аран (на унгарски: Arany János) (р. 2 март 1817, Салонта – п. 22 октомври 1882, Будапеща) е унгарски поет епик, един от най-големите майстори на баладата.

## Биография
Роден е в протестантско семейството на бедни хора. Знае латински, френски, немски и английски език. Работил е като учител, пътуващ актьор и нотариус.
Първият литературен успех за Аран е през 1846 г., когато е публикувана първата му сатирична поема – „Загубената конституция“. През същата година завършва една от най-известните си поеми – „Толди“, посветена на фолклорен герой на Унгария, допринесъл за развитието на националното съзнание.
По време на революцията от 1848-1849 г. Аран е приятел с Шандор Петьофи. Написва няколко патриотични поеми и балади. След приключването на революцията Аран е принуден да се укрива за известно време. Завръщайки се в Будапеща, през 1867 г. е награден с академичната премия „Надашди“ за историческата си поема за хуните „Смъртта на Буда“ и по-късно е избран за пожизнен секретар на Унгарската академия на науките.
Превежда „Крал Джон“, „Хамлет“ и „Сън в лятна нощ“ на Шекспир на унгарски. Превежда също произведения на Аристофан, Лермонтов, Пушкин и Молиер.
След 1877 г. се оттегля от обществения живот и пише предимно лирически или епически произведения. Като продължение на поемата си за Толди през 1854 г. пише и „Вечер на Толди“, която се превръща във втора част от трилогия, а през 1879 г. – и „Любовта на Толди“.
Синът му Ласло също става поет.